# 鈴木つかさ
鈴木 つかさ（すずき つかさ、1972年8月29日（52歳） - ）は、フリーのお笑い芸人、俳優。本名は鈴木 司（読み同じ）。ザ・プラン9の元メンバー。大阪NSC12期生。大阪府堺市出身。2023年2月まで吉本興業に所属していた。

## 人物
- ザ・プラン9時代はボケを担当していた。立ち位置は浅越ゴエとヤナギブソンの間（左から2番目）。
- ものまねを得意とし、桂小枝、竹内力、桂南光、中田ボタン（中田カウス・ボタン）、滝口順平、宮根誠司、円広志などがある。
- 手先が器用で、小道具の作成、楽器演奏も得意としている。
- 公演では演出を担当することが多く、それを買われて西野亮廣（キングコング）脚本の「日の出アパートの青春」でも演出を務めた。
- 石田明（NON STYLE）のブログで、酒が弱いことが判明。
- 山田花子は大阪府立福泉高等学校の後輩にあたる。但し、芸歴としては山田のほうが上である。

## 来歴
1993年、大阪NSCへ12期生として入学。在学時に同期生の森詩津規とコンビ「シンドバット」を結成。
1995年 、同期ユニット「フルーツ大統領」を結成。1999年に自然消滅する形でフルーツ大統領は活動休止。
2001年、シンドバットを解散。同年4月にそれぞれコンビ等で活動・解散したお〜い!久馬、鈴木つかさ、浅越ゴエの3人でユニット「ザ・プラン9」を結成。
2006年、ザ・プラン9としてM-1グランプリで決勝進出。
2008年2月、メンバーとの方向性の違いを理由にザ・プラン9の脱退を発表。その後、ザ・プラン9として最後の出演となった同月28日のうめだ花月は満席となった（2008年3月1日放送の『エンタの神様』（日本テレビ）では収録が脱退前だった為、5人で出演した）。
2009年、R-1ぐらんぷりで準決勝まで勝ち残り、敗者復活戦のサバイバルステージでは10組中3位という成績を残した。
2013年4月、「劇団スズキプロジェクト」を結成。
2023年2月14日、自身のTwitterアカウントにて30年在籍して来た吉本興業を離れ、今後はフリーで活動していく事を発表した。

## 賞レース成績・受賞歴など
- 1997年 第18回ABCお笑い新人グランプリ 審査員特別賞（シンドバット）
- 2009年 R-1ぐらんぷり2009 サバイバルステージ3位

## 出演
ピン芸人での出演を記載。ザ・プラン9としての出演はプラン9のページを参照。

### テレビ
- 爆笑オンエアバトル（NHK総合）「シンドバット」「ザ・プラン9」としてそれぞれ出演。
  - シンドバット 戦績0勝1敗 最高293KB、ザ・プラン9 戦績0勝2敗 最高285KB
- 爆笑レッドカーペット（フジテレビ、2007年9月11日）キャッチコピーは「プラン9からの新たな刺客」
- 新春ゴールデンピンクカーペット（フジテレビ、2008年1月1日）キャッチコピーは「プラン9からの新たな刺客」
- よしもとモノマネGP（毎日放送、2009年2月21日）
- アメトーク!（テレビ朝日、2010年8月19日）「ミナミの帝王芸人」で番組初登場。

### 映画
- シャノワールの復讐（2018年、監督：河崎実）[2] - 雑種のミケ 役